# Бајина Башта
Бајина Башта је градско насеље у Србији и седиште истоимене општине у Златиборском управном округу. Налази се на десној обали реке Дрине, у Шумадији и западној Србији. Према попису из 2022. било је 8.971 становника.

## Географија
Бајина Башта је смештена испод обронака планине Таре, на надморској висини од 257 m. Просечна годишња количина падавина је 700–800 mm. Клима је умерено континентална, са повећаном влажности ваздуха после изградње вештачких језера у Перућцу и у Заовинама. Бренд овог краја је планина Тара.
Град је повезан асфалтним путевима преко превоја Дебело Брдо (1094 m) са Ваљевом, долином Дрине са Љубовијом и Шапцом, а преко превоја Кадињача (880 m) са Ужицем.

## Историја
На месту данашњег града у турско време постојало је село Пљесково. У ослобођеној Србији кнеза Милоша Обреновића, а према хатишерифу од 1833. године, исељава се муслиманско становништво из крајева око Дрине и одлази у Босну. Предлогом министарства унутрашњих дела, Државни савет 1858. године доноси одлуку да административни центар среза рачанског буде у Бајиној Башти, уместо у Рогачици. Пролазећи кроз ово место 1862. године Милан Ђ. Милићевић је записао: „Место је ово особито лепо. Овде је одобрено да се зида варош. Ту је среска канцеларија и неколико меана и дућана. Но, док се не би пролаз отворио на рачанској караули, где је некад и био између Србије и Босне и куда је најкраћи пут између Ужица и Сарајева, тешко да ће се ово место подићи“.
Привредни и друштвени развој варошице успорен је 60-их година XIX века, посебно после указа кнеза Михајла од 16. јуна 1866, по којем се Бајиној Башти одузима статус варошице, чему се противи месно становништво.
Краљевским решењем од 11. фебруара 1886. године насеље је поново добило статус варошице. Отвара се прва пошта и телеграф (1881) почиње с радом царинарница, град се подиже и развија по урбанистичком плану, што скупа доводи до већег прилива становништва. Број становника од 1864. до 1910. повећао се са 374 на 1306. Рачани дају значајан допринос у ослободилачкој борби 1876–1878, када је Србија стекла независност на Берлинском конгресу. И наредни ратови, Балкански и I светски (1912—1918) узели су са овог простора 302 живота, пала за независност и слободу Србије.
Формирањем Краљевства Срба, Хрвата и Словенаца – Југославије, Бајина Башта наставља са развојем. Електрификација 1928, болница 1930, експлоатација шума, дувана (магацин при дуванској станици подигнут 1936), изградња основних школа на територији општине, подиже се животни стандард и образовни ниво становништва. Пред Други светски рат град добија водовод и покалдрмисане улице.
Догађаји који су обележили светску историју у периоду 1939–1945, одразили су се и на овај простор добијајући форму грађанског рата и ослободилачке борбе против окупационих власти. Почетком оружаног отпора против окупатора, на овом простору формира се Рачанска чета која је од 3. до 23. августа 1941. године нарасла на војну формацију од 62 борца. Прва слободна територија у поробљеној Европи - Ужичка република - донела је, прво, ослобођење Бајине Баште, мада привремено. На овом простору формирају се први НОО. Током рата окупаторски терор, посебно 1943. од стране Бугара однео је стотине жртава међу цивилним становништвом. Током 1942. овде је била епидемија пегавог тифуса. У јесен 1943. снаге ЈВуО под заповедништвом мајора Драгослава Рачића, у склопу четничке офанзиве у источној Босни прелазе на десну обалу Дрине и ослобађају Бајину Башту. У склопу завршних операција ослобођење земље септембра 1944. године, НОВЈ ослобађа овај простор.
Нова етапа у историји Бајине Баште започиње после ослобођења 1945. Године када град привредно јача добијајући модеран изглед. Бројни споменици материјалне и духовне културе сведоче о историји овог краја, дуго је 5 000 година. До данас су сачувани трагови из праисторијског периода, остаци античке културе, као и значајан средњовековни културно-историјски споменик - Манастир Рача.
Аустријски путописац Феликс Каниц износи своје импресивно виђење, крајем 19. века: „Име је добила према спахији Бајину, а лежи, окружена културама кукуруза, дувана и воћа, у сунчаном Бушинском пољу на висини 250 метара и наоко делује врло пријатно. Ту успева најбољи дуван у Србији. Са црквом Св. Илије, освећеном 1893. године добила је леп центар са својих 118 кућа, код којих црвена опека потискује дрво. Оне се групишу око великог трга, засађеног храстовима и јабукама, на који излазе четири главне улице. На том тргу је мала месна школа; симпатична зграда среске управе и карантинска станица налази се у улици која води према Дрини...“

### Демографија
У насељу Бајина Башта живи 7432 пунолетна становника, а просечна старост становништва износи 36,1 година (35,4 код мушкараца и 36,7 код жена). У насељу има 3014 домаћинстава, а просечан број чланова по домаћинству је 3,17.
Ово насеље је скоро у потпуности насељено Србима (према попису из 2002. године), а у послератном периоду бележи знатан пораст у броју становника.
|             | \| Демографија[3] \| Демографија[3] \| Демографија[3] \| \| Година \| Становника \| Становника \| \| -------------- \| -------------- \| -------------- \| \| 1948. \| 1.222 \| \| \| 1953. \| 1.638 \| \| \| 1961. \| 1.394 \| \| \| 1971. \| 3.961 \| \| \| 1981. \| 6.284 \| \| \| 1991. \| 8.555 \| 8.436 \| \| 2002. \| 9.543 \| 9.813 \| \| 2011. \| 9.148 \| \| |            |
| Демографија | |            |
| Година      | Становника | Становника |
| 1948.       | 1.222 |            |
| 1953.       | 1.638 |            |
| 1961.       | 1.394 |            |
| 1971.       | 3.961 |            |
| 1981.       | 6.284 |            |
| 1991.       | 8.555 | 8.436      |
| 2002.       | 9.543 | 9.813      |
| 2011.       | 9.148 |            |

| Етнички састав према попису из 2011.‍ | Етнички састав према попису из 2011.‍ | Етнички састав према попису из 2011.‍ | Етнички састав према попису из 2011.‍ | Етнички састав према попису из 2011.‍ |
| ------------------------------------ | ------------------------------------ | ------------------------------------ | ------------------------------------ | ------------------------------------ |
|                                      |                                      |                                      |                                      |                                      |
| Срби                                 | Срби                                 |                                      | 8.936                                | 97,68%                               |
| Црногорци                            | Црногорци                            |                                      | 26                                   | 0,28%                                |
| Југословени                          | Југословени                          |                                      | 11                                   | 0,12%                                |
| Македонци                            | Македонци                            |                                      | 10                                   | 0,11%                                |
| Руси                                 | Руси                                 |                                      | 5                                    | 0,05%                                |
| Хрвати                               | Хрвати                               |                                      | 5                                    | 0,05%                                |
| Муслимани                            | Муслимани                            |                                      | 4                                    | 0,04%                                |
| Мађари                               | Мађари                               |                                      | 3                                    | 0,03%                                |
| Албанци                              | Албанци                              |                                      | 2                                    | 0,02%                                |
| Словаци                              | Словаци                              |                                      | 2                                    | 0,02%                                |
| Словенци                             | Словенци                             |                                      | 2                                    | 0,02%                                |
| Бошњаци                              | Бошњаци                              |                                      | 1                                    | 0,01%                                |
| Румуни                               | Румуни                               |                                      | 1                                    | 0,01%                                |
| непознато                            | непознато                            |                                      | 60                                   | 0,66%                                |

| \| \| м \| \| \| ж \| \| ? \| 9 \| \| \| 8 \| \| 80+ \| 40 \| \| \| 46 \| \| 75—79 \| 57 \| \| \| 81 \| \| 70—74 \| 95 \| \| \| 152 \| \| 65—69 \| 156 \| \| \| 175 \| \| 60—64 \| 220 \| \| \| 203 \| \| 55—59 \| 237 \| \| \| 228 \| \| 50—54 \| 404 \| \| \| 378 \| \| 45—49 \| 446 \| \| \| 492 \| \| 40—44 \| 382 \| \| \| 397 \| \| 35—39 \| 330 \| \| \| 409 \| \| 30—34 \| 307 \| \| \| 328 \| \| 25—29 \| 374 \| \| \| 398 \| \| 20—24 \| 407 \| \| \| 369 \| \| 15—19 \| 368 \| \| \| 394 \| \| 10—14 \| 348 \| \| \| 309 \| \| 5—9 \| 278 \| \| \| 252 \| \| 0—4 \| 256 \| \| \| 210 \| \| Просек : \| 35,4 \| \| \| 36,7 \| |      |  |  |      |
| |      |  |  |      |
| | м    |  |  | ж    |
| ? | 9    |  |  | 8    |
| 80+ | 40   |  |  | 46   |
| 75—79 | 57   |  |  | 81   |
| 70—74 | 95   |  |  | 152  |
| 65—69 | 156  |  |  | 175  |
| 60—64 | 220  |  |  | 203  |
| 55—59 | 237  |  |  | 228  |
| 50—54 | 404  |  |  | 378  |
| 45—49 | 446  |  |  | 492  |
| 40—44 | 382  |  |  | 397  |
| 35—39 | 330  |  |  | 409  |
| 30—34 | 307  |  |  | 328  |
| 25—29 | 374  |  |  | 398  |
| 20—24 | 407  |  |  | 369  |
| 15—19 | 368  |  |  | 394  |
| 10—14 | 348  |  |  | 309  |
| 5—9 | 278  |  |  | 252  |
| 0—4 | 256  |  |  | 210  |
| Просек : | 35,4 |  |  | 36,7 |

| Година пописа     | 1948. | 1953. | 1961. | 1971. | 1981. | 1991. | 2002. |
| ----------------- | ----- | ----- | ----- | ----- | ----- | ----- | ----- |
| Број домаћинстава | 438   | 505   | 457   | 1.284 | 1.993 | 2.642 | 3.014 |

| Број чланова      | 1   | 2   | 3   | 4   | 5   | 6   | 7  | 8 | 9 | 10 и више | Просек |
| ----------------- | --- | --- | --- | --- | --- | --- | -- | - | - | --------- | ------ |
| Број домаћинстава | 443 | 584 | 610 | 992 | 227 | 122 | 26 | 5 | 5 | 0         | 3,17   |

| Пол    | Укупно | Неожењен/Неудата | Ожењен/Удата | Удовац/Удовица | Разведен/Разведена | Непознато |
| ------ | ------ | ---------------- | ------------ | -------------- | ------------------ | --------- |
| Мушки  | 3.832  | 1.196            | 2.401        | 132            | 84                 | 19        |
| Женски | 4.058  | 935              | 2.458        | 456            | 195                | 14        |
| УКУПНО | 7.890  | 2.131            | 4.859        | 588            | 279                | 33        |

| Пол    | Укупно                    | Пољопривреда, лов и шумарство | Рибарство                            | Вађење руде и камена | Прерађивачка индустрија       |
| ------ | ------------------------- | ----------------------------- | ------------------------------------ | -------------------- | ----------------------------- |
| Мушки  | 2.033                     | 97                            | 3                                    | 2                    | 464                           |
| Женски | 1.605                     | 105                           | 1                                    | 0                    | 383                           |
| Укупно | 3.638                     | 202                           | 4                                    | 2                    | 847                           |
|        |                           |                               |                                      |                      |                               |
| Пол    | Производња и снабдевање   | Грађевинарство                | Трговина                             | Хотели и ресторани   | Саобраћај, складиштење и везе |
| Мушки  | 245                       | 322                           | 189                                  | 108                  | 124                           |
| Женски | 52                        | 46                            | 275                                  | 154                  | 33                            |
| Укупно | 297                       | 368                           | 464                                  | 262                  | 157                           |
|        |                           |                               |                                      |                      |                               |
| Пол    | Финансијско посредовање   | Некретнине                    | Државна управа и одбрана             | Образовање           | Здравствени и социјални рад   |
| Мушки  | 12                        | 40                            | 165                                  | 99                   | 47                            |
| Женски | 34                        | 28                            | 92                                   | 125                  | 188                           |
| Укупно | 46                        | 68                            | 257                                  | 224                  | 235                           |
|        |                           |                               |                                      |                      |                               |
| Пол    | Остале услужне активности | Приватна домаћинства          | Екстериторијалне организације и тела | Непознато            | Непознато                     |
| Мушки  | 106                       | 0                             | 0                                    | 10                   | 10                            |
| Женски | 77                        | 0                             | 0                                    | 12                   | 12                            |
| Укупно | 183                       | 0                             | 0                                    | 22                   | 22                            |

## Туризам
У Бајиној Башти се сваке године у јулу одржава највећа манифестација на води у Србији — Дринска Регата, која за пар дана манифестације окупи око 100 000 посетилаца из земље и иностранства. На самој регати, низ Дрину од Перућца до Рогачице спусти се 15-20 000 људи у око 1000 разних пловила. Ово је, после Гуче и Егзита највећа летња манифестација у Србији.

## Привреда
Привреду Бајине Баште представља хидроелектрана Бајина Башта, која је највећи привредни колектив са око 200 запослених. ГП Развој, метална индустрија ИКЛ, електроиндустрија, фабрика конфекције, фабрика трикотаже, картонаже су фабрике које су неуспешно приватизоване и углавном угашене. Окосницу десетак мини погона дрвне индустрије чини Национални парк „Тара“ који представља сировинску дрвну базу. Околина Бајине Баште бави се производњом дувана, малине као и разних сорти воћа и поврћа. Сеоско становништво се бави и сточарством у брдским крајевима где у извесном броју домаћинстава постоји бројна стада оваца и товна грла говеда. Последњих година развија се слатководно рибарство са производњом калифорнијске пастрмке. Приметна је оријентација за развој туризма на Тари и долини Дрине а највећи туристички објекти су Војна установа Тара са хотелима „Оморика“ и „Бели бор“, Дечје одмаралиште Митровац на Тари, Хотел „Језеро“ у Перућцу и „Инекс хотели“ у Бајиној Башти. Од приватних колектива најдинамичнији су предузеће „Роломатик“ са програмом грађевинских и металних конструкција, Млекара „Спасојевић“ са палетом млечних производа под брендом „Запис Таре“, али и произвођачи „Соколове ракије“, ракијског програма „Стара песма“, „ББ Клека“ и подрум „Симић“.

## Образовање
У Бајиној Башти постоје две основне школе и по једна гимназија и техничка школа.
- Основна школа „Рајак Павићевић“
- Основна школа „Свети Сава”
- Гимназија „Јосиф Панчић”
- Техничка школа